# Тюргон
Тюрго́н (фр. Turgon) — коммуна во Франции, находится в регионе Пуату — Шаранта. Департамент — Шаранта. Входит в состав кантона Шампань-Мутон. Округ коммуны — Конфолан.
Код INSEE коммуны — 16389.
Коммуна расположена приблизительно в 360 км к юго-западу от Парижа, в 75 км южнее Пуатье, в 39 км к северо-востоку от Ангулема.

## Население
Население коммуны на 2008 год составляло 96 человек.
| 1962 | 1968 | 1975 | 1982 | 1990 | 1999 | 2008 |
| ---- | ---- | ---- | ---- | ---- | ---- | ---- |
| 174  | 134  | 129  | 112  | 110  | 85   | 96   |

## Экономика
В 2007 году среди 55 человек в трудоспособном возрасте (15—64 лет) 33 были экономически активными, 22 — неактивными (показатель активности — 60,0 %, в 1999 году было 68,5 %). Из 33 активных работали 31 человек (16 мужчин и 15 женщин), безработных было 2 (0 мужчин и 2 женщины). Среди 22 неактивных 7 человек были учениками или студентами, 8 — пенсионерами, 7 были неактивными по другим причинам.

## Фотогалерея
- Церковь Сен-Сикст
- Военный мемориал
- Карта коммуны